# Haplogomphodesmus lissonotus
Haplogomphodesmus lissonotus är en mångfotingart som först beskrevs av Kraus 1959.  Haplogomphodesmus lissonotus ingår i släktet Haplogomphodesmus och familjen Gomphodesmidae. Inga underarter finns listade i Catalogue of Life.